# Кормча книга
Кормча книга (від д.-рус. кърмьчая, буквально — «книга керманича: того, хто стоїть біля кормила; книга керуючого»), Піда́ліон (грец. Πηδάλιον, Πηδαλίων — «кермове весло, кормило, руків'я кормила чи стерно»), Номокано́н — збірник канонів і цивільних законів із церковних справ у православних слов'янських церквах. Власне назва «Кормча» є слов'янським найменуванням аналогічних візантійських збірок — номоканонів (грец. — νομ οκανών — звичай, закон — та κανών– правило, норма). Включала правила святих апостолів, постанови Вселенських церковних соборів (див. Собори вселенські), твори отців церкви IV–VII ст. (див. Патристика), а також місцеві церковні та світські правові норми. Відома в східнослов'янському світі з 2-ї пол. XI ст. Існує близько 180 різних її редакцій і списків XII–XVIII ст. Редагувалася й укладалася в Києві та Володимирі (нині м. Володимир-Волинський). У 1262 р. київський митрополит Кирило II виписав з Болгарії найновішу обробку «Кормчої книги», здійснену на Афоні наприкінці XII — поч. XIII ст., вона дістала назву Сербської (за ім'ям її редактора — святителя Сави Сербського, 1169—1235). Доповнена й виправлена в Києві 1262–73, поширювалася не тільки в межах Київської митрополії, а й в інших православних слов'янських церквах. Володимиро-Волинський список 1286 київської «Кормчої книги» правив за оригінал для багатьох інших списків, що поширювалися наприкінці XIII–XIV ст. на українських і білоруських землях Великого князівства Литовського та у Молдові.
Найстарішим прийнято вважати Номоканон Іоанна Схоластика, антіохійського адвоката, згодом константинопольського патріарха (565—578). Складається з 50 титулів (глав). Містить витяги з новел імператора Юстиніана I. Для болгарської церкви на слов'янську мову перекладений у 2-й пол. IX століття. При перекладі збережено правила, що поширювалися на східні християнські церкви, та додано «Закон судный людєм».
Наступним за хронологією є Номоканон з 14 титулів. Існує у двох редакціях (629 та 883). Деякі вчені (В. Бенешевич, М. Заозерський, А. Павлов, О.Лотоцький) укладачем цього збірника вважали константинопольського патріарха Фотія (857—867, 877—886), тому він має ще назву «Номоканон Фотія». До нього ввійшли відібрані імператорські укази про церкву. На слов'янську мову перекладений у 2-й пол. IX століття. Однією з його редакцій є Владимирська (читалася 1274 р. на церковному соборі у м. Владимир на Клязьмі, нині м. Владимир, РФ), на її основі було укладено Переяславль-Залєську Кормчу книгу (1280), Володимиро-Волинську Кормчу книгу (1286) та Лукашевицьку Кормчу книгу (XIV ст.). На думку дослідників (Я. Шапова), назву «Кормча» вперше вжито щодо Переяславль-Залєського збірника.
Важливе значення для православного церковного права мала «Кормча книга» святителя Сави Сербського — церковно-цивільний збірник для Сербської православної церкви та держави, укладений наприкінці XII — поч. XIII ст. Вважають, що вона є сербським варіантом Номоканона з 14 титулів. Книга містить обидві передмови та систематичний покажчик Номоканона з XIV титулів, візантійський збірник імператорських указів про церкву Іоанна Схоластика у 87 главах й інші закони з церковних справ. До Київської Русі вона надійшла вже з коментарями Алексія Аристіна (одного з найавторитетніших візантійських каноністів XII ст., автора тлумачень церковних канонів). Існувало кілька її редакцій, зокрема, Сербська (та, що була завезена 1262 з Болгарії на прохання київського митрополита Кирила II), Рязанська (або Йосифовська, складена для рязанського єпископа Йосифа 1284) та Софіївська (створена між 1294 і 1299 для новгородського єпископа Климента; названа за місцем її знаходження — у Софійському соборі в Новгороді Великому).
Найстарішою з відомих сучасним дослідникам збірок «Кормчих книг», поширених на території України є Єфремівська Кормча — вона датується кінцем ХІ — початком ХІІ ст. Правові норми Єфремівської Кормчої регулюють правовідносини представників вищого духовенства; представників нижчого духовенства, причетників та ченців, мирян. Правові норми Єфремівської Кормчої справили величезний вплив на формування сімейного права Русі. Деякі правові поняття, принципи та норми, які поширилися на території Русі у змісті Єфремівської Кормчої закріпилися у правовій системі України сьогодення.
Київський Номоканон, або «Номоканон при Великому Требнику» (кінець 15 ст.) був скороченим та переробленим зводом низки канонів православної церкви, розміщених наприкінці Великого Требника — збірки молитов до всіх церковних таїнств та норм щодо їх здійснення. Слов'янський переклад, який має помітні редакційні відмінності від грецького оригіналу, з'явився на початку XVI століття. Перше друковане видання «Кормчої книги» з передмовою та додатками Памва (Беринди) здійснене 1620 в Києво-Печерській друкарні. Книга перевидавалася 1624, 1629 рр. — у Києві — та 1639, 1651, 1687 рр. — у Москві.
У період існування (від XIV ст.) двох церковних центрів — у Києві та у Москві — створюються українські списки «Кормчої книги», які містять, окрім загальних канонічних правил, статті, що регламентують діяльність місцевої церкви. До таких доповнень належать: послання українських єпископів до московського митрополита Фотія (у них засвідчується, що українські єпископи не визнають юрисдикції митрополита Фотія); соборна грамота про обрання Григорія (Цамблака) київським митрополитом; грамота великого князя литовського Вітовта про відокремлення Київської митрополії від Московської (усі документи датовані 1415); грамота короля польського і великого князя литовського Казимира IV Ягеллончика православному духовенству; Судебник 1498; статути і привілеї щодо прав духовенства східнохристиянських церков.